# Celebration Pass
Il Celebration Pass è un passo a bassa quota attraverso il Commonwealth Range, catena montuosa che fa parte dei Monti della Regina Maud, in Antartide.  
È posizionato subito a nord del Mount Cyril e permette il passaggio tra il Ghiacciaio Beardmore e il Ghiacciaio Hood. Il passo fu attraversato il giorno di Natale del 1959 dalla New Zealand Alpine Club Antarctic Expedition (1959–60). La denominazione fa riferimento alla festività che si celebrava proprio in quel giorno.